# Tenuipalpus gumbolimbonis
Tenuipalpus gumbolimbonis är en spindeldjursart som beskrevs av De Leon 1961. Tenuipalpus gumbolimbonis ingår i släktet Tenuipalpus och familjen Tenuipalpidae. Inga underarter finns listade i Catalogue of Life.